# Halcampa crypta
Halcampa crypta är en havsanemonart som beskrevs av August Siebert och Hand 1974. Halcampa crypta ingår i släktet Halcampa och familjen Halcampidae. Inga underarter finns listade i Catalogue of Life.